# Crocus fritschii
Crocus fritschii är en irisväxtart som beskrevs av Derganc. Crocus fritschii ingår i släktet krokusar, och familjen irisväxter. Inga underarter finns listade i Catalogue of Life.